# 70a Divisió (Exèrcit Popular de la República)
La 70a Divisió va ser una de les divisions que es van crear durant la guerra civil espanyola per a defensar a la República. Durant la seva trajectòria va pertànyer al XVIII Cos d'Exèrcit durant la batalla de Terol, al XXI Cos d'Exèrcit (des del 5 de febrer de 1938) durant l'ofensiva rebel per la vall de l'Ebre i la campanya del Maestrat, i finalment al XXII Cos d'Exèrcit (des del 4 de juliol de 1938) durant la batalla de Valsequillo.

## Historial
La 70a Divisió es va formar el 23 de setembre de 1937, passant el seu període d'instrucció per Almuradiel i Campo de Criptana. Va estar format inicialment per les brigades mixtes 92a i 95a, encara que també hi van pertànyer les brigades 32a, 79a, 94a i 132a.

### Batalla de Terol
A l'inici de l'ofensiva sobre Terol el 15 de desembre de 1937 estava situada en reserva, però aviat va passar a dependre del XVIII Cos d'Exèrcit i a entrar en combat. A la fi de desembre està situada a l'oest de Terol, en el sector del Queixal, defensant els accessos a la ciutat front la contraofensiva rebel del 29 de desembre. En un primer moment va cedir abans l'embranzida de les divisions 61a i 1a de Navarra, però l'1 de gener en una contraofensiva aconsegueix recuperar part del terreny perdut. Poc després la hi trasllada a rereguarda, i després de la ofensiva del Alfambra, passa a formar part del XXI Cos d'Exèrcit en el sector de Vivel del Río. Entre els dies 15 i 17 de febrer, al costat d'altres unitats de les divisions republicanes 34a i 35a, pressiona sobre Vivel del Río Martín, sent rebutjada per les divisions franquistes 4a i 108a.

### Ofensiva d'Aragó
Quan els revoltats inicien el seu atac per la vall del Ebre al març de 1938, la divisió es veu forçada a retrocedir juntament amb la resta del XXI Cos d'Exèrcit cap al sector d'Ejulve a Rillo. Va sofrir els primers atacs, i va haver de passar aviat a la reserva per les pèrdues sofertes.

### Campanya del Maestrat
A l'abril es troba a Albocàsser, en fase de recuperació. A principis de maig l'agrupació de divisions del general rebel García Valiño ataca des de la zona de Morella sobre L'Anglesola i Vilafranca, atac que havia de ser acompanyat per un altre realitzat per la 4a Divisió de Navarra sobre Ares del Maestrat, sector defensat per la 70a divisió. Aquest últim atac es va produir el 18 de maig el qual no només va ser rebutjat sinó que va provocar un fort contraatac sota un temps de vent, pluja i calamarsa que va causar grans baixes i la fi de l'ofensiva en aquest sector. Aquesta concentració de l'atac rebel va fer que es creés l'Agrupació «Toral» l'11 de maig, al comandament de Nilamón Toral, i que la 70a divisió fos manada provisionalment pel major José M. Jiménez. El 9 de juny, en haver-se trencat el front republicà per l'Anglesola, la 70a divisió, molt infringida, es retira des del sector d'Albocàsser a rereguarda per a recuperar-se.
La situació no obstant això és de crisi, i el dia 11 de juny és utilitzada sense èxit en un contraatac sobre la 4a Divisió franquista que avança sobre Borriol. Implicada en la defensa de Castelló, cobreix el sector de Sant Joan de Moró, resistint forts atacs el dia 13 de juny. Després de caure Castelló el 14 de juny es replega després del riu Millars, defensant els accessos a Borriana i Onda. Després de contenir als rebels en aquesta zona, la divisió va passar a reorganitzar-se en rereguarda i a dependre del XXII Cos d'Exèrcit. Durant l'ofensiva rebel de juny sobre la línia XYZ, la 70a Divisió roman en reserva, preparada per a contenir ruptures enemigues. Amb l'inici de la batalla de l'Ebre es finalitza l'ofensiva dels revoltats sobre València, passant la divisió a gaudir d'un període de calma després de 8 mesos de lluita.
El setembre del 1938 participa al costat de la 67a Divisió i un parell de brigades en un intent de tallar la línia fèrria de Terol a Sagunt; després de l'èxit inicial, els rebels van recuperar les seves posicions després d'una lluita de 6 dies. També intervé al costat d'altres divisions en un atac sobre Nules que s'inicia el 7 de novembre i finalitza quatre dies després. Malgrat el suport blindat que van tenir els republicans i de la seva bona actuació, l'ofensiva va ser frenada sense molts problemes.

### Batalla de Valsequillo
Participarà també en la batalla de Valsequillo, última ofensiva republicana de la guerra civil espanyola. Intervé des del primer dia de l'ofensiva, el 5 de gener, en la segona onada, ocupant diverses altures. Quan el dia 6 intenta progressar, es troba amb una forta resistència que no pot vèncer en Mà de Ferro i El Metge, impedint així eixamplar la zona de ruptura. En dies posteriors intentarà vèncer aquesta resistència atacant la seva rereguarda a Sierra Tejonera, però també és detingut després de durs combats. La impossibilitat per part republicana d'engrandir el coll de la bossa farà fracassar l'operació, que finalitza el 2 de febrer.

## Comandaments
Comandants
- major de milícies Nilamón Toral (23 de setembre de 1937 al 7 de desembre de 1938)
- major de milícies Tomás Centeno Sierra (7 de desembre de 1938 al 21 de desembre de 1938)
- comandant d'infanteria Miguel Gallo Martínez (21 de desembre de 1938 al 5 de març de 1939)
- major de milícies Juan Arcas (5 de març de 1939 fins a la seva dissolució en aquest mes)[1]

Comissaris
- Germán Fonseca Vázquez, del PSOE;[25]
- Luis Díez, del PCE;[26]

Caps d'Estat Major
- comandant d'infanteria Juan Jiménez Esteban;[27]

## Ordre de batalla
| Data                | Cos d'Exèrcit adscrit | Brigades Mixtes integrades | Front de batalla |
| ------------------- | --------------------- | -------------------------- | ---------------- |
| Novembre de 1937    | XVIII Cos d'Exèrcit   | 95a i 92a                  | Aragó            |
| Marzo-abril de 1938 | XXI Cos d'Exèrcit     | 32a, 92a i 132a            | Llevant          |
| Agost de 1938       | XXII Cos d'Exèrcit    | 32a, 79a i 92a             | Llevant          |
| Novembre de 1938    | XXII Cos d'Exèrcit    | 32a i 79a                  | Llevant          |
| Gener de 1939       | XXII Cos d'Exèrcit    | 32a, 79a i 92a             | Extremadura      |